# 1210
Năm 1210 là một năm trong lịch Julius.

## Sự kiện
- Otto IV, Hoàng đế La Mã Thần thánh là dứt phép thông công của Giáo hoàng Innocent III cho công cuộc xâm lăng miền nam Italy.
- Gottfried von Strassburg viết bài thơ sử thi của ôngTristan(khoảng ngày).
- Vương quốc Hồi giáo Delhi bắt đầu.
- Jochi, cả con trai của Thành Cát Tư Hãn, dẫn đầu một chiến dịch của quân Mông Cổ chống lại Kyrgyz.
- Hoàng Juntoku thành hoàng Tsuchimikado trên ngai vàng của Nhật Bản.
- Giáo hoàng Innocent III có khẩu dụ cho phép St Francis bắt đầu Friars Minors
- St Helen của Bishopsgate tại London được thành lập.

## Sinh
- Lưu Diễm-Trạng nguyên Việt Nam

## Mất
Lý Cao Tông vị vua thứ 7 của Nhà Lý